# Tiverton (Rhode Island)
Pour les articles homonymes, voir Tiverton.
Tiverton est une ville (town) du comté de Newport, dans l'État de Rhode Island aux États-Unis.
La municipalité s'étend sur 36,33 milles carrés (94,09 km2), dont 29,05 milles carrés (75,24 km2) de terres.
Selon le recensement de 2010, Tiverton compte 15 780 habitants.

## Personnalités liées à la ville
- L'industriel Oliver Chace est mort à Tiverton le 21 mai 1852.
- Robert Gray, explorateur américain y est né en 1755

## Jumelage
- Nuuk (Groenland)